# Metastelma harleyi
Metastelma harleyi är en oleanderväxtart som beskrevs av J. Fontella Pereira. Metastelma harleyi ingår i släktet Metastelma och familjen oleanderväxter. Inga underarter finns listade i Catalogue of Life.